# Ерна Юзбашян
Ерна Юзбашян (на арменски: Էռնա Յուզբաշյան) е арменска поп и джаз изпълнителка, заслужила артистка на Армения.

## Ранни години
Родена е в Ереван, Арменска ССР, СССР на 16 декември 1958 г. За първи път гастролира на сцена на 16 години като солист на джаз квартета Гайа. Живее в Баку до навършване на 20 години.
През 1979 г. завършва държавното музикално училище в Баку. След като завършва висшето си образование се завръща в Ереван.

## Кариера
През 1980 г. изпълнява заедно със Сермантин, вокално-инстрментален ансамбъл в Украйна и Молдова. Работи с арменския композитор Роберт Амирканян и участва в много музикални състезания и фестивали.
От 1984 г. започва да се изявява като солов изпълнител. От 1988 г. преподава в Държавния джаз колеж в Ереван. От 1991 г. работи в Държавния музикален театър на Армения, ръководен от Артур Григорян.
През 1994 г. се премества в Лос Анджелис, Калифорня за постоянно пребиваване. Продължава да работи и пее.
През 2010 г. изнася голям концерт в Операта на Ереван под наслов „Само за теб“.
Има една дъщеря – Александра.

## Музикален филм
- Песента на обичта Студио „Ереван“, 1983.

## Дискография

### Сингли
- 1982 „Red carnation-81“

„Вставайте“ („Get up“). Firm „Melody“. Vinyl record.
- 1981 „The horizon“. № 10. „Улыбнись“ („Smile“).
- 1982 Erna Yuzbashyan.

„Вставайте“ („Get up“), „Улыбнись“ („Smile“). Firm „Melody“. Mignon flexible.
- 1982 „The horizon“ N5 (8). Ensemble „Krunk“ (Armenia).

Maral. Dream (folk songs)
- 1983 „STATE ARTISTIC ARTS ORCHESTRA OF ARMENIA“ (artistic director K.Orbelian). Firm „Melody“. Phonograph.

„Улыбнись“ („Smile“), „Сто часов счастья“ („Hundred Hours of Happiness“)
- 2004 Konstantin Orbelian „MY PEOPLE“

„Уезжают друзья и любимые“ („Friends and loved ones are leaving“), „Я собрала твою любовь“ („I collected your love“), „Вокализ“ („Vocalise“)

### Албуми
| Year | Title      |
| ---- | ---------- |
| 2011 | Love night |
| 2015 | The Best   |

### Музикални видеа
| Release Year | Song Title                       | Director         |
| ------------ | -------------------------------- | ---------------- |
| 1983         | „Մեղեդի“ ("Melody)               | USSR             |
| 1988         | Vanir Indz                       | Hrant Movsisyan  |
| 2005         | „Ինչպես մի աստղ“ („Like a star“) | Hrant Vardanyan  |
| 2005         | „Մեղեդի“ („Melody“)              | Hrach Keshishyan |
| 2007         | „Սիրո գիշեր“ („Love night“)      | Arman Aghajanyan |
| 2008         | „Уезжают друзья и любимые“       |                  |
| 2008         | „Я собрала твою любовь“          |                  |
| 2009         | „Գիտեմ“ („I know“)               | Arman Aghajanyan |
| 2009         | „Այն չեմ“                        | Arman Aghajanyan |
| 2010         | „Երանում եմ“                     | Hrant Movsisyan  |